# Ernst Kupfer
Ernst Kupfer (Coburg, 2 juli 1907 – Thessaloniki, 6 november 1943) was een Duitse Luftwaffepiloot tijdens de Tweede Wereldoorlog.
Kupfer was een succesvol Stuka-piloot. Hij vloog tijdens zijn militaire carrière 636 missies en werd driemaal neergeschoten. Hij werd vooral bekend vanwege het feit dat hij successen boekte in Slag om Kreta. Hij speelde een belangrijke rol bij het tot zinken brengen van de HMS Gloucester. Later wist hij het Russische slagschip de Gangut zwaar te beschadigen tijdens de strijd om Kronstadt.
Op 6 november 1943 kwam hij tijdens een vliegtuigongeluk in Griekenland om het leven.

## Militaire loopbaan
- Hauptmann:
- Major: 1 april 1942
- Oberstleutnant:
- Oberst: 17 november 1943 (postuum)

## Decoraties
- Ridderkruis van het IJzeren Kruis op 23 november 1941 als Hauptmann en Staffelkapitän van de 7./StG 2 "Immelmann"[2][3]
- Ridderkruis van het IJzeren Kruis met Eikenloof (nr.173) op 8 januari 1943 als Major'en Gruppenkommandeur van het  II./StG 2 "Immelmann"[2][4]
- Ridderkruis van het IJzeren Kruis met Eikenloof en Zwaarden (nr.62) 11 april 1944 als Oberstleutnant en voormalig Geschwaderkommodore van het StG 2 "Immelmann" (postuum)[2][5]
- IJzeren Kruis 1e en 2e Klasse
- Duitse Kruis in goud op 15 oktober 1942 als Major in het II./StG 2[6]
- Ehrenpokal für besondere Leistung im Luftkrieg als Hauptmann en Staffelkapitän[7]
- Gewondeninsigne 1939 in goud in 1941
- Mouwband Kreta
- Gesp voor Gevechtsvluchten aan het Front voor duikbommenwerpers in goud met getal "600"
- Gezamenlijke Piloot-Observatiebadge